# Michael Mando
Michael Mando (Québec, 1981. július 13. –) kanadai színész.
Legismertebb alakítása Nacho Varga a Better Call Saul és Vic Schmidt a Sötét árvák című sorozatokban.

## Fiatalkora
Québecben született. Édesapja nevelte fel, három testvére közül a második. A család gyakran utazott, négy kontinens több mint 10 városában és több mint 35 otthonban éltek, mindezt még a 20-as évei közepén. Anyanyelve a francia, angolul és spanyolul folyékonyan beszél. Úgy nőtt fel, hogy író vagy sportoló akart lenni.
A 20-as évei közepén térdsérülést szenvedett, emiatt úgy döntött, pályát változtat. 2004-ben a Montreali Egyetemen több szakra is beiratkozott, többek között nemzetközi kapcsolatokra, majd a Dome Theatre Programban (Dawson College) fedezte fel az előadóművészetet.

## Pályafutása
Első szerepe a 2010-es Felségterületek című filmben volt, majd 2011-ben a Tűsarok nyomozó című sorozat egy epizódjában szerepelt. 2012-ben a Far Cry 3 című videójátékban kölcsönözte Vaas Montenegro antagonista szereplő hangját és külső megjelenését. 2013–2014 között a Sötét árvák című thrillersorozatban játszott.
2015 és 2022 között a Better Call Saul című sorozatban egy Nacho Varga nevű bűnözőt alakított. 2021-ben a Far Cry 6-ban ismét Montenegroként tért vissza.

## Filmográfia

### Film
| Év   | Magyar cím           | Eredeti cím             | Szerep                | Magyar hang   |
| ---- | -------------------- | ----------------------- | --------------------- | ------------- |
| 2010 |                      | Conditional Affection   | Jack                  |               |
| 2010 | Felségterületek      | Territories             | Jalii Adel Kahlid     |               |
| 2011 |                      | Abyss of the Mind       | Johnny H.             |               |
| 2012 |                      | The Good Lie            | Orville               |               |
| 2013 | A kolónia            | The Colony              | Cooper                |               |
| 2013 | Elysium – Zárt világ | Elysium                 | Rico                  |               |
| 2013 |                      | Make Your Move          | Raphael               |               |
| 2016 |                      | Wake Up                 | Johnny H. / Alter Ego |               |
| 2017 | Pókember: Hazatérés  | Spider-Man: Homecoming  | Mac Gargan            | Horváth Illés |
| 2018 | A Kolibri projekt    | The Hummingbird Project | Mark Vega             | Horváth Illés |

### Televízió
| Év        | Magyar cím               | Eredeti cím                       | Szerep               | Megjegyzések                                     |
| --------- | ------------------------ | --------------------------------- | -------------------- | ------------------------------------------------ |
| 2008–2010 |                          | The Border                        | Mirza / Marco        | 2 epizód                                         |
| 2009      |                          | The Last Templar                  | Necia elsőtiszt      | 2 epizód                                         |
| 2009      |                          | Web of Lies                       | Danny Wilcox         | tévéfilm                                         |
| 2009      |                          | Flashpoint                        | Felipe               | 1 epizód                                         |
| 2010      |                          | Bloodletting and Miraculous Cures | Dr. Manolas          | 2 epizód                                         |
| 2010      |                          | The Bridge                        | K9                   | 1 epizód                                         |
| 2010      | Elveszett lány           | Lost Girl                         | Neville              | 1 epizód                                         |
| 2011      | Tűsarok nyomozó          | King                              | Esteban Demarco      | 1 epizód                                         |
| 2011      |                          | Michael: Tuesdays & Thursdays     | Alain                | 1 epizód                                         |
| 2012      |                          | The Pregnancy Project             | Javier Rodriguez     | tévéfilm                                         |
| 2012      |                          | Les Bleus de Ramville             | Marc-Andre David     | 8 epizód                                         |
| 2012      | Psych – Dilis detektívek | Psych                             | Chuy                 | 1 epizód                                         |
| 2012      | Egy gyilkos ügy          | The Killing                       | Vasquez              | 1 epizód                                         |
| 2013      | Hetedik érzék            | The Listener                      | Len Gazicki          | 1 epizód                                         |
| 2013      | Kékpróba                 | Rookie Blue                       | Cesar Medina         | 1 epizód                                         |
| 2013      | Kettős ügynök            | Covert Affairs'                   | Eduardo              | 1 epizód                                         |
| 2013–2014 | Sötét árvák              | Orphan Black                      | Victor "Vic" Schmidt | - 9 epizód - magyar hangja: - Nagy Dániel Viktor |
| 2014      |                          | La marraine                       | Alvaro Pessoa        | 5 epizód                                         |
| 2015–2022 | Better Call Saul         | Better Call Saul                  | Nacho Varga          | - 33 epizód - magyar hangja: - Zöld Csaba        |
| 2016      |                          | The Crossroads of History         | Gaum                 | 1 epizód                                         |